# WireShare
WireShare (anteriormente LimeWire Pirate Edition) es un fork del cliente LimeWire. WireShare es idéntico a LimeWire Pro, pero sin adware, anuncios, y puertas traseras presentes en LimeWire. La integración de la barra de herramientas Ask también fue eliminada junto con las dependencias de los servidores LimeWire y opciones remotas. El programa soporta Microsoft Windows, linux y Macintosh, y su código fuente está disponible en GitHub.

## Historia
Dos días después de que LimeWire fuera clausurado por la RIAA, un hacker con el alias de "Meta Pirate" creó LimeWire Pirate Edition. LimeWire LLC ha afirmado que: "We are not behind these efforts. LimeWire does not authorize them. LimeWire is complying with the Court’s October 26, 2010 injunction." (traducción: "No estamos tras estos esfuerzos. LimeWire no los autoriza. LimeWire está cumpliendo con la decisión de la corte del 26 de octubre de 2010"). Después de que el equipo de LimeWire fuera acusado por la RIAA de ser cómplice en el desarrollo de LimeWire Pirate Edition, actuó rápidamente para cerrar el sitio de LimeWire Pirate Edition. Una orden de la corte se publicó para cerrar el sitio, y, para permanecer anónimo, Meta Pirate no contestó a la orden.
El 12 de diciembre de 2010 se renombró el proyecto a WireShare, eliminando todos los activos de marca registrada de LimeWire, y se alojó en SourceForge.